# World Chess Council
Der World Chess Council (WCC) war ein kurzlebiger internationaler Sportverband im Bereich des Schach, der in Konkurrenz zum offiziellen Weltschachverband FIDE stand. 
Die Gründung des WCC wurde im April 1998 während der Eröffnungsfeier des internationalen Schachturniers von Linares vom damals amtierenden klassischen Schachweltmeister Garri Kasparow und dem spanischen Schachmäzen und Turnierorganisator Luis Rentero bekanntgegeben. Der WCC sollte in Nachfolge der 1993 ebenfalls von Garri Kasparow gegründeten und 1996 aufgelösten Professional Chess Association (PCA) die weitere Organisation der Weltmeisterschaften übernehmen, die zuvor in Konkurrenz zur FIDE 1993 in London und 1995 in New York von der PCA durchgeführt worden waren. Garri Kasparow als Titelträger der PCA stand dabei, anders als die Gewinner der während dieses Zeitraums durchgeführten FIDE-Weltmeisterschaften, in personeller Kontinuität zu den Schachweltmeistern vor seiner Disqualifikation durch die FIDE infolge der Spaltung in zwei konkurrierende Verbände. Den Vorsitz des WCC übernahm Luis Rentero.
Der WCC veröffentlichte während seines Bestehens eine eigene Weltrangliste und organisierte einen Kandidatenwettkampf zwischen Wladimir Kramnik und Alexei Schirow, der vom 24. Mai bis zum 5. Juni 1998 in der spanischen Stadt Cazorla stattfand und von Alexei Schirow gewonnen wurde. Der für Oktober/November des gleichen Jahres in Sevilla geplante WM-Kampf zwischen Titelverteidiger Garri Kasparow und Herausforderer Alexei Schirow wurde jedoch kurzfristig abgesagt, da eine zwischen Luis Rentero und dem Ministerium für Tourismus und Sport der andalusischen Regionalregierung vereinbarte Finanzierung des Wettkampfes nicht zustande kam. Die Aktivitäten der WCC kamen kurze Zeit später zum Erliegen, nachdem sich Luis Rentero nach einem schweren Autounfall Ende November 1998 und einem anschließenden längeren Krankenhausaufenthalt mehrere Jahre von seinen schachlichen Aktivitäten zurückzog.
Garri Kasparow trat nach dem Ende des WCC zwei Jahre später zu einem durch die Firma Braingames finanzierten WM-Kampf gegen Wladimir Kramnik an, in welchem er seinen Titel überraschend an den Herausforderer verlor. Wladimir Kramnik verteidigte den Titel im September/Oktober 2004 gegen Péter Lékó und gewann 2006 auch den Vereinigungswettkampf gegen den amtierenden FIDE-Weltmeister Wesselin Topalow, wodurch die Spaltung der Schachweltmeisterschaft beendet wurde.